# SIMPLE
SIMPLE (Session Initiation Protocol for Instant Messaging and Presence Leveraging Extensions) is een protocol voor instant messaging (IM) en presence notification. In tegenstelling tot het merendeel van de hedendaagse IM-software is SIMPLE een open standaard.
SIMPLE gebruikt het Session Initiation Protocol voor de volgende probleemgebieden:
- Het registreren van presence events (aanwezigheidsgebeurtenissen) en het ontvangen van mededelingen wanneer zulke gebeurtenissen plaatsvinden, bijvoorbeeld als een gebruiker aanmeldt of terug online komt.
- Regelen van een sessie van real-time berichten tussen twee of meer deelnemers.

SIMPLE werd definitief vastgelegd in maart 2011 door de IETF-werkgroep SIMPLE. SIMPLE bestaat uit meerdere gestandaardiseerde onderdelen, zoals RFC 3428. Voordat het standaardisatieproces voltooid was, bestonden er al verschillende implementaties. Onder meer Microsoft paste een SIMPLE-functionaliteit, IM-sessies, toe in Windows Messenger.
SIMPLE is niet het enige protocol voor IM dat gestandaardiseerd werd binnen de IETF. Een ander, concurrerend, protocol is XMPP.